# Jacques Kahn
Pour les articles homonymes, voir Kahn.
Jacques Abraham Kahn est un grand-rabbin français, né à Sarrebourg le 22 février 1868 et mort le 14 janvier 1945 au camp de concentration de Bergen-Belsen.

## Biographie

### Enfance et famille
Jacques Kahn naît le 22 février 1868 à Sarrebourg, en Meurthe, avant l'annexion allemande de 1871. Fils de Joseph Kahn et de Jeanette Lévy, Joseph Kahn devient plus tard le Hazzan de Sarrebourg, c'est-à-dire l’auxiliaire du rabbin de la communauté. La première épouse de Jacques Kahn, Joséphine Sara Lehmann meurt en 1898, sa deuxième épouse Déborah Bloch, sœur d'Abraham Bloch, meurt le 29 août 1912,.

### Première Guerre mondiale
Pendant la Première Guerre mondiale, le rabbin Kahn est aumônier de l'hôpital militaire de l'École polytechnique. Il perd son fils aîné Jean, mort pour la France (1896-1918), lors de la dernière bataille de la Marne, le 14 (ou le 15 ?) juillet 1918. Son second fils, Robert, inspecteur général de l’administration (1897-1971), est le père de Jean (1922-2006) et de Pierre, étudiant en philosophie, mort pour la France des suites de ses blessures à Aubure le 2 janvier 1945 (1923-1945).

### Entre-deux-guerres
Après la Première Guerre mondiale, Kahn devient professeur de théologie au « SIF », le Séminaire israélite de France à Paris. Il épouse, en troisièmes noces, Lucie Charlotte Samdan, le 28 octobre 1920, à la mairie du 5e arrondissement de Paris. Jacques Kahn prend sa retraite un peu avant la Seconde Guerre mondiale, mais il veut toujours servir.

### Seconde Guerre mondiale et déportation
Jacques Kahn quitte Paris pour Vichy en juillet 1939, où il réside au 27, rue des Sources. Le grand-rabbin de France Isaïe Schwartz lui confie la communauté de la ville. Kahn occupe le poste de directeur intérimaire du séminaire, de 1939 à 1944. Il est arrêté dans le cadre de ses fonctions rabbiniques, dans le magasin de cuir de Louis Bloch, situé au 62 de la rue de Paris, à Vichy. Kahn est transféré avec son épouse le 12 mai 1944 au camp de Drancy, où il reçoit le matricule numéro 21616. Il fait partie des 65 personnes déportées le 23 juillet 1944 dans le Convoi numéro 80 de Drancy à Bergen-Belsen, en train de voyageurs, le seul convoi de déportation des juifs de France ayant pour destination Bergen-Belsen.

### Mort
Concernant la mort de Jacques Kahn, Maurice Liber parle d'une mort d'inanition dans un hôpital de Hanovre, alors qu'Isaïe Schwartz parle d'une mort douce dans un camp de concentration, quelque temps après sa femme. Selon l'état civil de Sarrebourg et le Journal officiel numéro 63 du 16 mars 1993, Jacques Kahn est mort le 14 janvier 1945, au camp de concentration de Bergen-Belsen,.

## Distinction
En 1927, Il est nommé chevalier de l'ordre national de la Légion d'honneur par le ministre de la Guerre.